# Nicole Büchler
Pour les articles homonymes, voir Büchler.
Nicole Büchler (née le 17 décembre 1983 à Macolin) est une athlète suisse, spécialiste du saut à la perche. Elle était anciennement gymnaste.

## Biographie
Ancienne gymnaste, elle se classe 11e des championnats du monde de gymnastique rythmique GR en 1999 mais échoue l'année suivante à se qualifier pour les Jeux olympiques de Sydney. Une fracture de stresse au dos l'oblige alors à changer de discipline et Büchler se dirige vers le saut à la perche.

### Carrière
Nicole Büchler remporte sa première médaille internationale lors des Universiades de 2007 où elle remporte le bronze avec 4,35 m. Deux ans plus tard, elle remporte la médaille d'argent de ce même championnat, en portant son record personnel et national à 4,50 m. Lors des Championnats du monde de Berlin, elle est éliminée, ayant malgré tout égalé son record à 4,50 m. 
En 2008, elle part s'entrainer aux États-Unis où elle s'entraine aux côtés de Jillian Schwartz, Jeremy Scott et de Derek Miles. 
Blessée en 2010, elle ne participe à aucune compétition et revient en 2011 où elle égale à nouveau son record personnel et national par deux fois : le 25 juin à Berne et le 28 août lors des Championnats du monde de Daegu où elle ne passe pas le cap des qualifications, n'arrivant que 16e. 

### Finaliste mondiale (2012)
En 2012, la Suissesse se classe 8e de la finale des Championnats du monde en salle d'Istanbul avec un nouveau record de Suisse en salle (4,55 m). La finale est remportée par la Russe Yelena Isinbayeva (4,80 m), devant la Française Vanessa Boslak (4,70 m) et la Britannique Holly Bradshaw (4,70 m). Le 17 juin, Büchler franchit 4,60 m mais subit un revers 11 jours plus tard où elle échoue à 4,15 m lors des qualifications des Championnats d'Europe d'Helsinki.  
Lors des Jeux olympiques de Londres, Nicole ne se classe que 25e avec 4,25 m. En 2013, elle ajoute un centimètre à son record et le porte désormais à 4,61 m. Aux Championnats du monde de Moscou, elle ne se qualifie pas pour la finale, arrivant 15e du tour éliminatoire (4,45 m). 

### 2014 records
Durant l'hiver, elle franchit 4,63 m (NR). 
Dans son concours le plus important de l'année, Büchler échoue une nouvelle fois en qualifications : avec 4,25 m, elle n'entre pas en finale des Championnats d'Europe qui se déroule dans son pays. Deux semaines plus tard, elle se classe 4e du Weltklasse Zurich qui se déroule dans le même stade où elle a été éliminée plus tôt : elle porte son record national à 4,62 m (2d essai) puis à 4,67 m (3e essai) avant d'échouer à 4,72 m. Cette performance de 4,67 m lui aurait suffi pour remporter le titre continental.
En 2015, elle établit sa meilleure performance personnelle de la saison à 4,55 m. Elle est éliminée en qualifications des Championnats d'Europe en salle de Prague (4,45 m). Le 8 août, Nicole établit un nouveau record de Suisse lors des Championnats nationaux, effaçant une barre à 4,71 m. Malheureusement, elle ne passe à nouveau pas le cap des qualifications des Championnats du monde de Pékin. 

### 2016: le déclic
En 2016, elle ouvre sa saison hivernale à Rouen où elle réussit 4,48 m et échouant de peu à 4,58 m. Le 31 janvier, elle établit un nouveau record de Suisse en salle lors du meeting de Deux-Ponts avec 4,65 m. Elle n'est devancée seulement que par la Finlandaise Wilma Murto (4,71 m). Le 5 février suivant, Bücler porte à nouveau ce record à 4,66 m lors du meeting de Potsdam, qui se déroule dans le centre commercial de la ville,. Elle se classe ensuite 3e du XL Galan de Stockholm avec 4,59 m avant d'échouer à 4,71 m.
Le 21 février 2016, lors de la première édition du meeting All Star Perche organisé par le perchiste Français Renaud Lavillenie à Clermont-Ferrand, Nicole Büchler se classe 3e du concours avec une barre franchie à 4,62 m. Elle s'attaque à nouveau par trois fois à 4,71 m mais sans succès. Elle est devancée par la Brésilienne Fabiana Murer et la Grecque Nikoléta Kiriakopoúlou.
Le 28 février, lors des Championnats de Suisse, la Suissesse efface enfin ce record (4,66 m) qu'elle avait dans les jambes depuis longtemps : dès le 1er essai, elle franchit une barre à 4,72 m avant d'échouer à 4,80 m.
Büchler rejoint encore plus le top mondial en battant ce record pour la quatrième fois : le 4 mars 2016, elle franchit 4,75 m lors de la réunion de Bad Oeynhausen. Le 17 mars suivant, la Suissesse améliore en finale des championnats du monde en salle son record avec une barre à 4,80 m. Toutefois, cette performance ne lui permet pas de se placer sur le podium, puisqu'elle termine quatrième.
Le 6 mai suivant, la Suissesse se classe 2e de la Doha Diamond League 2016 avec 4,78 m, nouveau record national extérieur avant d'échouer de peu à 4,83 m. Elle est seulement devancée par l'Américaine Sandi Morris (4,83 m). Le 22 mai, Büchler termine à nouveau 2e (4,70 m) du meeting de la Ligue de diamant lors du Meeting international Mohammed-VI de Rabat par la Grecque Ekateríni Stefanídi (4,75 m).
Le 5 juin, Büchler se classe 3e du Birmingham Grand Prix avec 4,77 m, à seulement 1 centimètre de son record en plein air. Elle s'impose le 14 juin au Spitzen Leichtathletik Luzern avec une barre à 4,70 m, avant d'échouer à 4,81 m,.
Qualifiée pour sa première finale olympique à Rio à l'âge de 32 ans, Nicole Büchler se classe 6e avec 4,70 m.

### Désillusion en finale des mondiaux de Londres (2017)
Début 2017, Nicole Büchler remporte le World Indoor Tour à la perche, grâce à sa victoire à Toruń et à ses secondes places au PSD Bank Meeting de Düsseldorf et au Birmingham Indoor Grand Prix et s'assure ainsi une place pour les Championnats du monde en salle de Birmingham en 2018.
Après un début de saison mitigé, Büchler valide son billet pour les championnats du monde de Londres en effaçant le 31 mai à Athènes une barre à 4,60 m (minimas à 4,55 m) même si elle se dit en manque de constance, notamment sur sa course d'élan. Le 18 juin, à Stockholm, elle devient la première athlète suisse (hommes et femmes confondus) à remporter un meeting de la Ligue de diamant, en s'imposant avec 4,65 m. Elle signe à l'occasion sa meilleure performance de la saison. Le 9 juillet, elle franchit à Londres 4,73 m, stade qui accueille les mondiaux en août. Elle pointe, au 13 juillet, à la 8e place du classement mondial de l'année 2017.
Le 6 août, Nicole Bücher subit une grosse désillusion en finale des championnats du monde de Londres : elle ne termine qu'à la 11e place avec 4,45 m, ne réussissant pas à trouver ses bonnes marques et une douleur à la hanche.
En 2018, elle renonce à la saison en salle à cause de problèmes de hanche.

## Palmarès
| Date | Compétition                        | Lieu                               | Résultat | Marque  |
| ---- | ---------------------------------- | ---------------------------------- | -------- | ------- |
| 2005 | Championnats d'Europe espoirs      | Erfurt                             | 12e      | 3,80 m  |
| 2007 | Universiade                        | Bangkok                            | 3e       | 4,35 m  |
| 2009 | Championnats d'Europe par équipes  | Bergen                             | 1re      | 4,10 m  |
| 2009 | Universiade                        | Belgrade                           | 2e       | 4,50 m  |
| 2011 | Championnats d'Europe par équipes  | Izmir                              | 2e       | 4,15 m  |
| 2012 | Championnats du monde en salle     | Istanbul                           | 8e       | 4,55 m  |
| 2014 | Championnats d'Europe par équipes  | Riga                               | 2e       | 4,30 m  |
| 2016 | Championnats du monde en salle     | Portland                           | 4e       | 4,80 m  |
| 2016 | Jeux olympiques                    | Rio de Janeiro                     | 6e       | 4,70 m  |
| 2016 | Ligue de diamant                   | Ligue de diamant                   | 3e       | détails |
| 2017 | Circuit mondial en salle de l'IAAF | Circuit mondial en salle de l'IAAF | 1re      | détails |
| 2017 | Championnats d'Europe par équipes  | Vaasa                              | 1re      | 4,55 m  |
| 2017 | Championnats du monde              | Londres                            | 11e      | 4,45 m  |
| 2017 | Ligue de diamant                   | Ligue de diamant                   | 5e       | 4,65 m  |

## Records
| Épreuve          | Épreuve   | Performance | Lieu     | Date         |
| ---------------- | --------- | ----------- | -------- | ------------ |
| Saut à la perche | Plein air | 4,78 m      | Doha     | 6 mai 2016   |
| Saut à la perche | Salle     | 4,80 m (NR) | Portland | 17 mars 2016 |